# زندان (كورك وناريتش)
زندان (بالفارسية: زندان) هي قرية تقع في إيران في منطقة كورك وناحية نارتيش الريفية في المنطقة الوسطى من مقاطعة بم في محافظة كرمان، إيران. في إحصاء عام 2006، كان عدد سكانها 20 نسمة موزعين على 6 عائلات . يقدر عدد سكانها بـ 0 نسمة بحسب إحصاء 2016.